# Vico del Gargano
Vico del Gargano község (comune) Olaszország Puglia régiójában, Foggia megyében.

## Fekvése
A Gargano-félsziget északi partján fekszik.

## Története
970-ben alapította Sueripolo, a legendás szláv hajóskapitány. Várát II. Frigyes német-római császár építtette. A következő századokban nemesi családok birtoka volt (Caracciolo, Spinelli). Önálló községgé a 19. század elején vált, amikor a Nápolyi Királyságban felszámolták a feudalizmust. A 19. század végi brigantaggio egyik fő központja volt.

## Népessége
A lakosság számának alakulása:

## Főbb látnivalói
- a 17. századi egykori karmelita kolostor és temploma (Chiesa Carmine)
- San Domenico-templom
- Dan Giuseppe-templom
- San Marco-templom
- Santa Maria Pura-templom
- Castello- a település egykori várának maradványai